# Kecamatan Pameungpeuk
Kecamatan Pameungpeuk är ett distrikt i Indonesien.   Det ligger i provinsen Jawa Barat, i den västra delen av landet, 180 km sydost om huvudstaden Jakarta.